# 221230 Sanaloria
221230 Sanaloria este o planetă minoră (asteroid) din centura de asteroizi. A fost descoperită pe 30 octombrie 2005 la Nogales de Jean-Claude Merlin⁠(d). 
Obiectul prezintă o orbită caracterizată de o semiaxă mare de 2,7966788550763 UAi, o excentricitate de 0,09, o înclinație de 2,5 ° în raport cu ecliptica.